# Powder (Film)
Powder ist ein US-amerikanischer Spielfilm aus dem Jahr 1995 mit Sean Patrick Flanery, Mary Steenburgen und Jeff Goldblum in den Hauptrollen. Der Film handelt von den Grenzen der menschlichen Fähigkeiten und der Hoffnung, dass eines Tages die Menschlichkeit die Technologie wieder einholt. Der Film startete am 6. Juni 1996 in den deutschen Kinos.

## Inhalt
Nachdem seine Mutter während der Schwangerschaft von einem Blitz getroffen worden ist, kommt Powder als Mensch mit Albinismus zur Welt. Ihm fehlen damit die Farbpigmente in der Haut und teilweise die Haare. Die Mutter hat diese Geburt nicht überlebt. Der Vater erkennt ihn nicht als seinen Sohn an, und so wächst Powder bei seinen Großeltern auf. Deren Haus verlässt er allerdings nie. Doch liest er sehr viele Bücher, die er alle auswendig kennt. Als die Großeltern gestorben sind, wird Powder von der Polizei entdeckt. Die örtliche Schuldirektorin nimmt Powder in ihre High-School auf. Schon sehr bald wird entdeckt, dass er hochbegabt ist. Aufgrund seines Aussehens und schüchternen Verhaltens wird er von seinen Mitschülern jedoch nicht akzeptiert, sondern missachtet. Von Powder geht überdies eine Energie aus, die elektrische Geräte, wie  Fernseher und Radio, entweder ausschaltet oder verrückt spielen lässt. Außerdem hat er weitere besondere Fähigkeiten. So kann er einen bösartigen Jugendlichen, der einen Herzstillstand erleidet, mit Elektroschocks wiederbeleben, auch kann er den Menschen Gefühle von Tieren vermitteln sowie deren Gedanken lesen. Ebenso verfügt er über telepathische Fähigkeiten.
Powder beobachtet den Hilfssheriff, der ihn weder akzeptiert noch versteht, als dieser auf einer Jagd während der Schonzeit ein Reh erlegt. Powder berührt das verendende Tier an seiner Wunde und mit der anderen Hand den Jäger, um diesen den Todeskampf des Rehes spüren zu lassen. Dieser ist von dieser schmerzhaften Erfahrung so erschüttert, dass er gelobt, nie mehr zur Waffe zu greifen.
Powder fühlt sich in seiner neuen Umgebung nicht wohl und beschließt, wieder in das Haus seiner Großeltern zurückzukehren. Als der Sheriff ihn dort findet und ihn mitnehmen will, läuft er in ein aufziehendes Gewitter. Er wird von einem andauernden Blitz getroffen, sein Körper leuchtet wie eine Lampe auf und löst sich mit einem Knall in Luft auf. 

## Kritiken
James Berardinelli schrieb auf movie-reviews.colossus.net, der Film biete zu viele „einfache Antworten“ („easy answers“) und manipuliere die Zuschauer. Er lobte die Darstellung von Sean Patrick Flanery, der einen Charakter spiele, mit dem man „sympathisieren“ und sich „identifizieren“ könne.
Roger Ebert schrieb in der Chicago Sun-Times vom 27. Oktober 1995, Powder sei ein Film, in dem interessante Ideen unzureichend verwirklicht seien.
Dustin Van Hoeven von De Telegraaf schrieb: „Ein Film um einen Menschen, der zwar zweifellos genial sein soll, aber trotzdem seine Umgebung schädigt, und das mit Blitzen und Telepathie? Wer in dem Film ist eigentlich der Böse?“
Ken Hanke von MOUNTAIN XPRESS schrieb, der Film sei nichts weiter, als der miese Abklatsch einer Folge von Akte X.
Don West von L’Express schrieb: „Powder ist einer der miesesten Mystery-Filme, die ich jemals gesehen habe. Sicher hatte da eine gestörte Sekte ihre Hände im Spiel.“
Martin John von Metallic Magazine schrieb: „Der Film hat zwar gute Seiten, aber als Kinofilm ist er zweifellos zu verwirrend, ein Psycho-Drama pur…“

## Auszeichnungen
Sean Patrick Flanery wurde 1996 für den MTV Movie Award nominiert. Victor Salva gewann 1996 einen Preis des französischen Festival de Gérardmer – Fantastic'Arts.

## Nachwirkung
Der Film spielte weltweit ungefähr 31 Millionen US-Dollar ein.
Das amerikanische Publikum reagierte mit Protesten und Boykotten, als bekannt wurde, dass Powders Drehbuchautor und Regisseur Victor Salva wegen der sexuellen Belästigung eines Kindes im Gefängnis gewesen war.
2006 ist ein Bollywood-Remake von Powder mit dem Titel ALAG – er ist anders... er ist allein erschienen.